# 福建鹅掌柴
福建鹅掌柴（学名：Schefflera fukienensis）为五加科鹅掌柴属的植物，为中国的特有植物。分布在中国大陆的福建等地，目前尚未由人工引种栽培。